# Лойтенеггер, Бригитта
Бриги́тта Лойтене́ггер (нем. Brigitte Leutenegger) — швейцарская кёрлингистка.
В составе женской сборной Швейцарии участвовала в чемпионате мира 1990 (заняли седьмое место) и чемпионате Европы 1991 (заняли шестое место). Чемпионка Швейцарии среди женщин и смешанных команд.
Играла на позиции четвёртого, была скипом команды.

## Достижения
- Чемпионат Швейцарии по кёрлингу среди женщин: золото (1990).
- Чемпионат Швейцарии по кёрлингу среди смешанных команд: золото (1982, 1991).

## Команды
| Сезон                          | Четвёртый            | Третий               | Второй            | Первый            | Запасной            | Турниры                      |
| ------------------------------ | -------------------- | -------------------- | ----------------- | ----------------- | ------------------- | ---------------------------- |
| 1989—90                        | Бригитта Лойтенеггер | Гизела Петер         | Марианна Гуткнехт | Карин Лойтенеггер |                     | ЧШЖ 1990 · ЧМ 1990 (7 место) |
| 1991—92                        | Бригитта Лойтенеггер | Гизела Петер         | Карин Лойтенеггер | Helga Greiner     | Susanne Geissbühler | ЧЕ 1991 (6 место)            |
| Кёрлинг среди смешанных команд |                      |                      |                   |                   |                     |                              |
| 1981—82                        | Урс Штудер           | Бригитта Лойтенеггер | Юрг Штудер        | Карин Лойтенеггер |                     | ЧШСК 1982                    |
| 1990—91                        | Jacques Greiner      | Бригитта Лойтенеггер | Stephan Gertsch   | Helga Greiner     |                     | ЧШСК 1991                    |

(скипы выделены полужирным шрифтом)